# 김재연 (축구 선수)
김재연(한국 한자: 金載淵, 1989년 2월 8일 ~ )은 대한민국의 축구 선수이며 포지션은 미드필더다.

## 축구인 경력

### 수원 FC
2013년 K리그 챌린지의 수원 FC에 입단하였다. 2년간 소속되어 23경기에 출전하였다.

### TNT FC
2015년 소속팀이 없는 김재연은 김태륭이 감독하고, 프로출신들이 모여 프로 재진입을 위해 몸을 만드는 TNT FC에서 지냈다.

### 서울 이랜드 FC
2016년 구단 테스트를 거쳐K리그 챌린지의 서울 이랜드 FC에 입단하였다.